# Carnaval de Rio 2016
Le Carnaval de Rio 2016 est l'édition de l'année 2016 du Carnaval de Rio, l'événement touristique le plus important de la municipalité de Rio et la fête nationale la plus populaire au Brésil. Cette édition aura duré du 8 au 13 février 2016.

## Groupe Spécial

### Défilé Groupe Spécial
| 7 février 2016                        |
| Estácio de Sá                         |
| União da Ilha do Governador           |
| Beija-Flor                            |
| Acadêmicos do Grande Rio              |
| Mocidade Independente de Padre Miguel |
| Unidos da Tijuca                      |
| 8 février 2016                        |
| Unidos de Vila Isabel                 |
| Acadêmicos do Salgueiro               |
| São Clemente                          |
| Portela                               |
| Imperatriz Leopoldinense              |
| Estação Primeira de Mangueira         |

### Samba Enredo Groupe Spécial
| Piste                  | École                                 | Titre | Auteur |
| Interprète             |                                       | | |
| ---------------------- | ------------------------------------- | --- | --- |
| 1                      | Beija-Flor                            | Mineirinho Genial! Nova Lima - Cidade Natal. Marquês de Sapucaí - O Poeta Imortal                           | Marcelo Guimarães Sidney de Pilares Manolo Jorginho Moreira KirraizinhoDiogo Rosa                                             |
| Neguinho da Beija-Flor |                                       | | |
| 2                      | Acadêmicos do Salgueiro               | A ópera dos malandros                                                                                       | Marcelo Motta Fred Camacho Guinga Getúlio Coelho Ricardo FernandesFrancisco Aquino                                            |
| 2                      | Acadêmicos do Salgueiro               | A ópera dos malandros                                                                                       | Serginho do Porto Leonardo Bessa                                                                                              |
| 3                      | Acadêmicos do Grande Rio              | Fui no Itororó beber água, não achei. Mas achei a bela Santos, e por ela me apaixonei                       | Márcio das Camisas Mariano Araújo Competência Kaká Dinho                                                                      |
| 3                      | Acadêmicos do Grande Rio              | Fui no Itororó beber água, não achei. Mas achei a bela Santos, e por ela me apaixonei                       | Emerson Dias |
| 4                      | Unidos da Tijuca                      | Semeando sorriso, a Tijuca festeja o solo sagrado                                                           | Dudu Nobre Zé Paulo Sierra Claudio Mattos Gusttavo Clarão                                                                     |
| 4                      | Unidos da Tijuca                      | Semeando sorriso, a Tijuca festeja o solo sagrado                                                           | Tinga |
| 5                      | Portela                               | No voo da Águia, uma viagem sem fim...                                                                      | Samir Trindade Wanderley Monteiro Elson Ramires Lopita 77 Dimenor Edmar Jr                                                    |
| 5                      | Portela                               | No voo da Águia, uma viagem sem fim...                                                                      | Wantuir Gilsinho |
| 6                      | Imperatriz Leopoldinense              | É o amor, que mexe com a minha cabeça e me deixa assim". Do sonho de um caipira, nascem os filhos do Brasil | Zé Katimba Adriano Ganso Jorge do Finge Moisés Santiago Aldir Senna                                                           |
| 6                      | Imperatriz Leopoldinense              | É o amor, que mexe com a minha cabeça e me deixa assim". Do sonho de um caipira, nascem os filhos do Brasil | Marquinho Art'Samba |
| 7                      | Mocidade Independente de Padre Miguel | O Brasil de La Mancha: Sou Miguel, Padre Miguel. Sou Cervantes, Sou Quixote Cavaleiro, Pixote Brasileiro    | Jefinho Rodrigues Wander Pires Marquinho Índio J. Medeiros Domingos Pressão Jonas Marques Paulo Ferraz Lauro Silva Lero Pires |
| 7                      | Mocidade Independente de Padre Miguel | O Brasil de La Mancha: Sou Miguel, Padre Miguel. Sou Cervantes, Sou Quixote Cavaleiro, Pixote Brasileiro    | Bruno Ribas |
| 8                      | São Clemente                          | Mais de mil palhaços no salão                                                                               | Rodrigo Índio Alexandre Araújo Fábio Rossi Vinicius Nagem Amado Osman Armando Daltro Rodrigo Telles Davi Dias                 |
| 8                      | São Clemente                          | Mais de mil palhaços no salão                                                                               | Leozinho Nunes |
| 9                      | Estação Primeira de Mangueira         | Maria Bethânia: A Menina dos Olhos de Oyá                                                                   | Alemão do Cavaco Almyr Cadu Lacyr D Mangueira Paulinho Bandolim Renan Brandão                                                 |
| 9                      | Estação Primeira de Mangueira         | Maria Bethânia: A Menina dos Olhos de Oyá                                                                   | Ciganerey |
| 10                     | União da Ilha do Governador           | Olímpico por natureza, todo mundo se encontra no Rio!                                                       | Marquinhos do Banjo Cap. Barreto Miguel Roger Linhares Paulo Guimarães Dr. Robson Jamiro Faria Gugu das Cadongas              |
| 10                     | União da Ilha do Governador           | Olímpico por natureza, todo mundo se encontra no Rio!                                                       | Ito Melodia |
| 11                     | Unidos de Vila Isabel                 | Memórias do 'Pai Arraia' - um sonho pernambucano, um legado brasileiro                                      | Martinho da Vila André Diniz Mart'nália Arlindo Cruz Leonel                                                                   |
| 11                     | Unidos de Vila Isabel                 | Memórias do 'Pai Arraia' - um sonho pernambucano, um legado brasileiro                                      | Igor Sorriso |
| 12                     | Estácio de Sá                         | Salve Jorge! O guerreiro na fé                                                                              | Edson Marinho Adilson Alves Jorge Xavier André Felix JB Salviano                                                              |
| 12                     | Estácio de Sá                         | Salve Jorge! O guerreiro na fé                                                                              | Leandro Santos Dominguinhos do Estácio Wander Pires                                                                           |

### Résultats Groupe Spécial
| Pos | Samba schools                         | Pts   | Classification Relégué |
| --- | ------------------------------------- | ----- | ---------------------- |
| 1   | Estação Primeira de Mangueira         | 269.8 | Champion Carnaval      |
| 2   | Unidos da Tijuca                      | 269.7 | Resté Groupe Spécial   |
| 3   | Portela                               | 269.7 | Resté Groupe Spécial   |
| 4   | Acadêmicos do Salgueiro               | 269.5 | Resté Groupe Spécial   |
| 5   | Beija-Flor                            | 269.3 | Resté Groupe Spécial   |
| 6   | Imperatriz Leopoldinense              | 269.2 | Resté Groupe Spécial   |
| 7   | Acadêmicos do Grande Rio              | 268.7 | Resté Groupe Spécial   |
| 8   | Unidos de Vila Isabel                 | 267.9 | Resté Groupe Spécial   |
| 9   | São Clemente                          | 267.8 | Resté Groupe Spécial   |
| 10  | Mocidade Independente de Padre Miguel | 266.5 | Resté Groupe Spécial   |
| 11  | União da Ilha do Governador           | 265.8 | Resté Groupe Spécial   |
| 12  | Estácio de Sá                         | 265   | Relégué Série A        |

## Série A

### Défilé Série A
| 5 février 2016            |
| Acadêmicos da Rocinha     |
| Alegria da Zona Sul       |
| Unidos do Porto da Pedra  |
| Acadêmicos de Santa Cruz  |
| Unidos do Viradouro       |
| Renascer de Jacarepaguá   |
| Império da Tijuca         |
| 6 février 2016            |
| União do Parque Curicica  |
| Paraíso do Tuiuti         |
| Inocentes de Belford Roxo |
| Império Serrano           |
| Caprichosos de Pilares    |
| Unidos de Padre Miguel    |
| Acadêmicos do Cubango     |

### Samba Enredo Série A
| Pis. | Écoles de Samba           | Titres                                                                       | Auteurs | Interprètes                    |
| Pis. | Écoles de Samba           | Titres                                                                       | Auteurs | Special Participation          |
| ---- | ------------------------- | ---------------------------------------------------------------------------- | --- | ------------------------------ |
| 1    | Unidos de Padre Miguel    | O quinto dos infernos                                                        | Toninho do Trailler, Jr Beija flor, Marcelo do Rap, Thiago Alves, Alair Perobelli, Diego Alan, Samir Trindade              | Luizinho Andanças              |
| 2    | Império Serrano           | Silas canta Serrinha                                                         | Arlindo Cruz, Aloísio Machado, Arlindo Neto, Zé Gloria, Andinho Samara, Lucas Donato                                       | Pixulé                         |
| 3    | Unidos do Viradouro       | O Alabê de Jerusalém, a saga de Ogundana!                                    | Felipe Filósofo, Paulo César Feital, Zé Gloria, Maria Preta, Fabio Borges, William                                         | Zé Paulo Sierra                |
| 4    | Acadêmicos do Cubango     | Um banho de mar à fantasia                                                   | Sardinha, Gustavo Soares, Wagner Big, Diego Moura, Julio Alves, Marco Moreno, Samir Trindade, Elson Ramires, Cláudio Russo | Hugo Júnior                    |
| 5    | Paraíso do Tuiuti         | A farra do Boi                                                               | Cláudio Russo, Rafael Júnior, Jorge Maia, W Correia, Dilson Marimba                                                        | Daniel Silva                   |
| 5    | Paraíso do Tuiuti         | A farra do Boi                                                               | Cláudio Russo, Rafael Júnior, Jorge Maia, W Correia, Dilson Marimba                                                        | Ciganerey                      |
| 6    | Império da Tijuca         | O Tempo Ruge, a Sapucaí é Grande e o Império aplaude o Felomenal             | Jussara Pereira, Dalton da Nelci, Luiza Fontella, Adriana Vieira, LID                                                      | Rogerinho                      |
| 7    | Caprichosos de Pilares    | Tem Gringo no Samba                                                          | Gabriel Fraga, Régis, Rute Labre, Franco Cava, Luiz Careca, Ricardo Santiago                                               | Thiago Brito                   |
| 8    | Inocentes de Belford Roxo | Cacá Diegues - Retratos de um Brasil em Cena                                 | Serginho Castro, Tem-Tem Jr, Rudá Neto, Marcelo Fernandes                                                                  | Nino do Milênio                |
| 9    | Renascer de Jacarepaguá   | Ibejís - Nas brincadeiras de criança: os orixás que viraram santos no Brasil | Moacyr Luz, Teresa Cristina, Cláudio Russo                                                                                 | Diego Nicolau Evandro Malandro |
| 10   | Acadêmicos de Santa Cruz  | Diz mata! Digo verde. A natureza veste a incerteza. E o amanhã?              | Zé Glória, Zieco Santa Cruz, Roni Remandiola, André Félix, Betinho, De Araújo, J.Giovanni, Marquinho Beija-Flor            | Pavarotti                      |
| 10   | Acadêmicos de Santa Cruz  | Diz mata! Digo verde. A natureza veste a incerteza. E o amanhã?              | Zé Glória, Zieco Santa Cruz, Roni Remandiola, André Félix, Betinho, De Araújo, J.Giovanni, Marquinho Beija-Flor            | Gabby Moura                    |
| 11   | Unidos do Porto da Pedra  | Palhaço Carequinha, paixão e orgulho de São Gonçalo. Tá certo ou não tá?     | Porkinho, Kiko Ribeiro, Vitor Gabriel, Daniel Morais, Marcio Souza, Bizzar, Willian do Barreto, Flavinho                   | Anderson Paz                   |
| 12   | União do Parque Curicica  | Corações mamulengos                                                          | Washington Motta, Pitimbu, Vagner Silva, Alexandre Alegria, Telmo, Léo da Taberna, Marcelo Valência                        | Ronaldo Yllê                   |
| 12   | União do Parque Curicica  | Corações mamulengos                                                          | Washington Motta, Pitimbu, Vagner Silva, Alexandre Alegria, Telmo, Léo da Taberna, Marcelo Valência                        | Elba Ramalho                   |
| 13   | Alegria da Zona Sul       | Ogum                                                                         | Pixulé, Meiners, Tubino, James Bernardes, Alex Bagé, André K, Gilson, José Mario, Júnior, Victor Alves                     | Tiganá                         |
| 14   | Acadêmicos da Rocinha     | Nova Roma é Brasil, Brasil é Rocinha!                                        | Edinho, Diego do Carmo, Vitor Coutinho, Rico Bernardes, Rafael Mikaiá, Wander Timbalada                                    | Leléu                          |

### Résultats Série A
| Pos | Samba schools             | Pts   | Classification Relégué |
| --- | ------------------------- | ----- | ---------------------- |
| 1   | Paraíso do Tuiuti         | 269.9 | Promus Groupe Spécial  |
| 2   | Unidos de Padre Miguel    | 269.2 | Resté Série A          |
| 3   | Unidos do Viradouro       | 268.3 | Resté Série A          |
| 4   | Império Serrano           | 268.3 | Resté Série A          |
| 5   | Unidos do Porto da Pedra  | 267.9 | Resté Série A          |
| 6   | Acadêmicos do Cubango     | 267.8 | Resté Série A          |
| 7   | Império da Tijuca         | 267.7 | Resté Série A          |
| 8   | Renascer de Jacarepaguá   | 266.5 | Resté Série A          |
| 9   | Inocentes de Belford Roxo | 266.1 | Resté Série A          |
| 10  | Alegria da Zona Sul       | 265.9 | Resté Série A          |
| 11  | União do Parque Curicica  | 265.6 | Resté Série A          |
| 12  | Acadêmicos de Santa Cruz  | 265.3 | Resté Série A          |
| 13  | Acadêmicos da Rocinha     | 263.5 | Resté Série A          |
| 14  | Caprichosos de Pilares    | 262   | Relégué Série B        |

## Série B

### Défilé Série B
| 9 février 2016                   |
| Unidos das Vargens               |
| Arranco                          |
| Mocidade Unida do Santa Marta    |
| Leão de Nova Iguaçu              |
| Unidos de Lucas                  |
| Em Cima da Hora                  |
| Unidos do Cabuçu                 |
| Unidos do Jacarezinho            |
| Arame de Ricardo                 |
| Acadêmicos do Sossego            |
| Unidos da Ponte                  |
| Acadêmicos do Engenho da Rainha  |
| Unidos de Bangu                  |
| Tradição                         |
| Corações Unidos do Favo de Acari |
| União de Jacarepaguá             |

### Samba Enredo Série B
| Pis. | Écoles de Samba                  | Titres                                                                                           | Auteurs | Interprètes                    |
| ---- | -------------------------------- | ------------------------------------------------------------------------------------------------ | --- | ------------------------------ |
| 1    | Tradição                         | Clementina, cade você?                                                                           | Arlindo Neto, Lequinho, Junior Fionda, Pixulé, Tinga, Gabriel Martins, Zé Luiz Escafura, Anderson Lemos, Fadico, Igor Leal | Marquinhos Silva               |
| 2    | Arranco                          | Pelo Engenho de Dentro, de amores eu me Arranco!                                                 | Luiz Fernando, Fábio Maciel, Nego Vinny, Alexandre Pitt, Júlio Cesar do Táxi | Wander Timbalada               |
| 3    | Mocidade Unida do Santa Marta    | Santa Marta conta historia encantada dos brinquedos                                              | Jr. Lima, Beto Lima, Rodrigo Moreira, Renne Barbosa, Edu Casa Leme, Silvinho do Horto, Dog do Leme | Edu Chagas                     |
| 4    | Leão de Nova Iguaçu              | Pas de Dance. Hoje tem festa no arraia!                                                          | André Jr, Mangá, George Wagner, Josué Anastácio, Serginho Castro, Demilson Petisco, Juninho Copa, Crispim Lourenço, Jonas Diretor Márcio Oliveira, Pedro Poeta, Jadir Mendes, Walter Bonfim, Tom Tom, Marcelo Marrom, Nino do Cabuís, Junior Capixaba, Vadinho, Alemão, Laureano | Nêgo                           |
| 5    | Unidos de Lucas                  | Unidos de Lucas, 50 anos de glórias... Parabéns aos bambas e a força do samba!                   | Marcelo Guimarães, Ney do Pagode, Juca do Pandeiro, Cosminho da Tia, Wilsinho de Olaria | Thiago Acácio                  |
| 6    | Em Cima da Hora                  | Na rota das especiarias: o leva e traz de cheiros, as surpresas da nova terra                    | André Kaballa, Thiago Meiners, Claudio Mattos, Rafael Tubino, Gilson Souza, Valdair, Botafogo, Lorraine Messias Igor Vianna, Victor Alves, Niu Souza | Niu Souza                      |
| 7    | Unidos do Cabuçu                 | A festa é nossa e ninguém tasca! São 70 anos de xou da Cabuçu no mundo mágico do carnaval        | Tuil Pontes, Marcio, Laércio, Betinho Santana, Fumaça, Jefferson Oliveira | Sandro Motta                   |
| 8    | Unidos do Jacarezinho            | Aha! Uhu! É festa do Jacarezinho: 50 anos de cultura, arte e alegria de uma comunidade           | Alexandre Bordoni, Vinícius de Paula, Andinho do Samba, Nei Barros, Cicinho, Fabiano Bordoni, Mauro de Paula | Aílton Santos                  |
| 9    | Arame de Ricardo                 | No sassarico das vedetes, do brotinho e da madame; Sassaricando no meu Rio, levo a vida no Arame | Bené da Pompeia, André do Cavaco, Xandinho, Marcio França, Marinho | Gilsinho Bakaninha             |
| 10   | Acadêmicos do Sossego            | O circo do menino passarinho                                                                     | Felipe Filósofo, Sérgio Joca, Ademir Ribeiro, Fábio Borges, Fábio Silva Personal, Marcello Bertolo | David do Pandeiro              |
| 11   | Unidos da Ponte                  | Africanidades: Do continente negro à pequena África... Nossa identidade cultural                 | Sidney de Pilares, Serginho Castro, Érico Rocha, Rodrigo Tutiki, Tavares, Fernandes, Thiago Brito, Dinho, Santoro, Alexander | Lico Monteiro                  |
| 12   | Acadêmicos do Engenho da Rainha  | Salve, Rainha                                                                                    | Jorginho Moreira, Sidney de Pilares, Piu das Casinhas, Joaci, Marcelo Valença | Antônio Carlos                 |
| 13   | Unidos de Bangu                  | 60 anos de glórias. a estrela guia Bangu rumo a vitória                                          | Zé Glória, Maurinho Valle, André Baiacu, Dudu Senna, Gabriel Sorriso, Denílson do Rosário Dega, Henrique Caíque, Waguinho, Ari do Cavaco, Leandro Canavarro, Marcelo do Rap | Marcelo Rodrigues              |
| 14   | Unidos das Vargens               | A Fala da Favela para o Mundo                                                                    | André Kaballa, Thiago Meiners, Rafael Tubino, Victor Alves, Igor Vianna | Edmilson Gago - Nino Smith     |
| 15   | Corações Unidos do Favo de Acari | Acari - Os Deuses do Olimpo Rasgam o Céu do Rio de Janeiro para Brincar no Carnaval              | Niu Souza, Anderson Pingo, Mario Sergio, Gegê Fernandes, Wagner Cabral | Diego Nascimento Clebinho Show |
| 16   | União de Jacarepaguá             | De grão em grão a galinha enche o papo                                                           | Alexandre Valle, Samir Trindade, Neyzinho do Cavaco, Ivanizia, Ramirez, Tadelzinho, James Bernardes, Girão, João do Gelo, Manoelzinho Vaz, Robert Farrow | Tiãozinho Cruz                 |

### Résultats Série B
| Pos | Samba schools                    | Pts   | Classification or relegation |
| --- | -------------------------------- | ----- | ---------------------------- |
| 1   | Acadêmicos do Sossego            | 269.5 | Promus Série A               |
| 2   | Tradição                         | 269.3 | Resté Série B                |
| 3   | Leão de Nova Iguaçu              | 269.2 | Resté Série B                |
| 4   | Em Cima da Hora                  | 268.8 | Resté Série B                |
| 5   | Arame de Ricardo                 | 268.7 | Resté Série B                |
| 6   | Unidos de Bangu                  | 268.7 | Resté Série B                |
| 7   | Mocidade Unida do Santa Marta    | 268.5 | Resté Série B                |
| 8   | Unidos do Jacarezinho            | 268.1 | Resté Série B                |
| 9   | Unidos da Ponte                  | 268.1 | Resté Série B                |
| 10  | Corações Unidos do Favo de Acari | 268   | Resté Série B                |
| 11  | Unidos do Cabuçu                 | 267.9 | Resté Série B                |
| 12  | Acadêmicos do Engenho da Rainha  | 267.8 | Resté Série B                |
| 13  | União de Jacarepaguá             | 267.4 | Relégué Série C              |
| 14  | Unidos de Lucas                  | 266.8 | Relégué Série C              |
| 15  | Arranco                          | 265.5 | Relégué Série C              |
| 16  | Unidos das Vargens               | 265.3 | Relégué Série C              |

## Groupe C

### Défilé Groupe C
| 8 février 2016                   |
| Lins Imperial                    |
| Boca de Siri                     |
| Unidos da Vila Kennedy           |
| Acadêmicos do Dendê              |
| Acadêmicos da Abolição           |
| Vizinha Faladeira                |
| Rosas de Ouro                    |
| Arrastão de Cascadura            |
| Sereno de Campo Grande           |
| Unidos de Vila Santa Tereza      |
| Mocidade Unida da Cidade de Deus |
| Coroado de Jacarepaguá           |
| União de Maricá                  |

### Samba Enredo Groupe C
| Pis. | Écoles de Samba                  | Titres                                                                                     | Auteurs | Interprètes                               |
| ---- | -------------------------------- | ------------------------------------------------------------------------------------------ | --- | ----------------------------------------- |
| 1    | Lins Imperial                    | Tudo isso é Brasil!                                                                        | Paulinho Poeta, Tuil Pontes, Paulo Russo | Tuil Pontes Carlos Júnior                 |
| 2    | Boca de Siri                     | Do reino das Yabás... As candaces e a riqueza cultural do Brasil                           | Aldair Senna de Souza, Francisco Antônio Gomes, Jéferson da Conceição Mendes, Mariano de Araújo Filho, Paulo Cezar de Oliveira, Uberal Carvalho da Penha | Claudinho do Pagode Pau Queimado Sinistro |
| 3    | Unidos da Vila Kennedy           | A Vila Kennedy na festa dessa gente festeira, afinal, são 70 anos de tradições nordestinas | Flavinho Ribeiro, Jorginho Medeiros, J. Ricardo, Professor Vavá, Rodrigo Medeiros, Pestana, Adalberto, Miolo, Carinhos da Chácara, Flavinho Bento        | Luiz Oliveira Maguinho Souza              |
| 4    | Acadêmicos do Dendê              | Wandyr Trindade, sua estrela vira um sonho na avenida                                      | Serginho Sumaré, Lula Antunes, André do Cavaco, Luciana Brandão, Washington, Dudu Viana Dudu Senna                                                       | Bruno Revelação                           |
| 5    | Acadêmicos da Abolição           | Nos encantos das águas, Abolição lava a alma                                               | Thiago Sousa, Igor Vianna, Victor Alves, Alex Alves, Renatinho do Cavaco, Geovanni Trindade, Raphael O. Krek                                             | Geovani Trindade                          |
| 6    | Vizinha Faladeira                | Assim caminha a humanidade                                                                 | Orlando Professor, Luiz Cordeiro, Miguel Beserra, Rodolfo Caruso                                                                                         | Marcelinho                                |
| 7    | Rosas de Ouro                    | Abaçaí - Prontos para a guerra!                                                            | Marcos Marciel, Heleno de Paula, Xanddy, Luiz das Faixas                                                                                                 | Xanddy                                    |
| 8    | Arrastão de Cascadura            | O Arrastão anuncia: Todo dia é dia de Cacique de Ramos!                                    | Marquinhos Silva, Pinelzinho, Rodrigo Armani, Anderson Alemão, Alex Alves, Thiago Sousa, Renatinho do Cavaco                                             | Português                                 |
| 9    | Sereno de Campo Grande           | É fofoca, é fuxico: A coruja abre o bico!                                                  | Thiago Brito, Dudu Sereno, Gláucio Oliveira, Galego, Fernando Moreira                                                                                    | Pitty di Menezes                          |
| 10   | Unidos da Vila Santa Tereza      | Podem aplaudir, A minha vila vai passar! São 60 anos de história para contaar!             | Bingo, Nilson Rangel, Nélson da Vila, Jorge Harmonia | Rodrigo Carvalho                          |
| 11   | Mocidade Unida da Cidade de Deus | Cidade de Deus - É o maior barato, 50 anos da nossa própia história                        | Bruno Santos, Igor Vianna, Victor Alves, Thiago Meiners, Fael, Cachinho Breno, Odmar                                                                     | Léo Simpatia                              |
| 12   | Coroado de Jacarepaguá           | O Coroado canta e se encanta no faz de conta do Sítio do Picapau Amarelo                   | Tchula, Serra, Caíque Alves, Thiago Silveira, Paulinho da Fruta, Rodrigo Rosado, Putén, Bill, Tuco                                                       | Léo Capoeira                              |
| 13   | União de Maricá                  | Da evolução a reconstrução com união                                                       | Dominguinhos do Estácio, Gilberto Gomes, Marcinho Clarão, Renatinho da Oficina, Sérgio Joca, Arthur Miguel, Carlão do Caranguejo                         | Matheus Gaúcho                            |

### Résultats Groupe C
| Pos | Samba schools                    | Pts   | Classification Relégué |
| --- | -------------------------------- | ----- | ---------------------- |
| 1   | Vizinha Faladeira                | 269.3 | Promus Série B         |
| 2   | Coroado de Jacarepaguá           | 268.9 | Resté Série C          |
| 3   | Arrastão de Cascadura            | 268.6 | Resté Série C          |
| 4   | União de Maricá                  | 268.4 | Resté Série C          |
| 5   | Boca de Siri                     | 268.4 | Resté Série C          |
| 6   | Sereno de Campo Grande           | 267.9 | Resté Série C          |
| 7   | Lins Imperial                    | 267.8 | Resté Série C          |
| 8   | Unidos da Vila Kennedy           | 267.1 | Resté Série C          |
| 9   | Unidos da Vila Santa Tereza      | 267.1 | Resté Série C          |
| 10  | Mocidade Unida da Cidade de Deus | 266.2 | Relégué Série D        |
| 11  | Acadêmicos do Dendê              | 265   | Relégué Série D        |
| 12  | Acadêmicos da Abolição           | 264.3 | Relégué Série D        |
| 13  | Rosas de Ouro                    | 260.8 | Relégué Série D        |

## Groupe D

### Défilé Groupe D
| 7 février 2016                   |
| Império da Zona Oeste            |
| Chatuba de Mesquita              |
| Unidos da Villa Rica             |
| Mocidade Independente de Inhaúma |
| Alegria do Vilar                 |
| Gato de Bonsucesso               |
| Império da Uva                   |
| Flor da Mina do Andaraí          |
| Difícil é o Nome                 |
| Unidos de Manguinhos             |
| Matriz de São João de Meriti     |
| Acadêmicos de Vigário Geral      |
| Unidos de Cosmos                 |
| Mocidade de Vicente de Carvalho  |

### Samba Enredo Groupe D
| Pis. | Écoles de Samba                  | Titres                                                               | Auteurs | Interprètes                         |
| ---- | -------------------------------- | -------------------------------------------------------------------- | --- | ----------------------------------- |
| 1    | Império da Zona Oeste            | Esquenta, Junto e Misturado: Xô Preconceito                          | Marcos Caldeirão, Lucas de Souza, Marquinhos do Cavaco, Nito de Souza, Douglas Ramos, Zieco Santa Cruz, Danilo Martins, William Picote, Igor Pagodinho, Pai Belego | Aurélio Brito Quinzinho do Império  |
| 2    | Chatuba de Mesquita              | A saga de um Guerreiro cujo o peito é incrustado de aço              | Mailton do Cavaco, Valcenir 7 cordas, Jorge Patrício, Claudinho, Tom Tom, Rogério do Amanha, Márcia do Gueto, Rosael Gadelha, João Pedro, J.P                      | Pingo Sargento                      |
| 3    | Unidos da Villa Rica             | Bahia: Cantos, encantos e magia                                      | Léo Rangel, Dudu Cantão, Raphael Mikaiá, Caíque Alves, Thiago Silveira, Carlos Henrique Castro                                                                     | Maurício Poeta                      |
| 4    | Mocidade Independente de Inhaúma | Ootchá! Povo das estrelas                                            | Barata, Odmar do Banjo, Carlinhos Divagar, Tim do Táxi, Ademir São Miguel                                                                                          | Lid Souza                           |
| 5    | Alegria do Vilar                 | A Baixada Canta e Encanta as Danças que a África nos ensinou         | Nando Jacaré, Luizinho do Óculos, Reginaldo Soares, JB | Mário Sérgio Hugo                   |
| 6    | Gato de Bonsucesso               | Catcherê-Dominã - Lendas e festas de Mãdubi                          | Augusto, Claudinho do Pagode, Edson Silva, Flávio Diogo, Jobão, Lucas Moreno, Lourival, Rafael, Waltinho                                                           | Diego Natural                       |
| 7    | Império da Uva                   | Nova Iguaçu, porque te amo!                                          | Charles Silva, Dudu, Gabriel Machado, Jonathan Maciel, Chiquinho do Bar                                                                                            | Antônio Nick                        |
| 8    | Flor da Mina do Andaraí          | A Flor da Mina se veste nas 7 cores do Arco-Íris para Oxumarê passar | Hilário Pinheiro, Felipe Quirino, Marlon Assumpção, Bano Alves, Claudinho DVD                                                                                      | Eduardo Dias                        |
| 9    | Difícil é o Nome                 | IdeAlice - O Maravilhoso Mundo dos Sonhos                            | Ricardo Santos, Amaro Poeta, Sidney Santos, Edinho do Banjo, Marcelo Fernandes                                                                                     | Raphael Bart                        |
| 10   | Unidos de Manguinhos             | Bebeto, O rei do sungue                                              | Odmar do Banjo, Madalena, Wilson Pontes, Barata Benevenuto, Tim do Táxi                                                                                            | Barata Benevenuto - Marcello Poesia |
| 11   | Matriz de São João de Meriti     | Fluxo e refexo                                                       | Preto Velho, Marquinho Bene, Sérgio Grilo, Gilmar Kaderudo, Marcelo Piterfon                                                                                       | Joãozinho                           |
| 12   | Acadêmicos de Vigário Geral      | Maracanã-Guaçu e o Ninho dos Deuses!                                 | Rô Barcellos, Suel Paiva, Cezinha 7 Cordas, Neizinho do Cavaco, Betinha de Vigário, Tadeuzinho, Girão                                                              | Digu's Silva                        |
| 13   | Unidos de Cosmos                 | Sob o brilho da estrela, a glória do compositor.                     | Flavinho do Agogô, André Filosofia, Leandrinho LV, Diley Nocera, Jeferson, Rey, André Baiacu, Ricardo Simpatia, Beto BR, André Felix, Rodney, Roni Remandiola      | Fabrício Alves                      |
| 14   | Mocidade de Vicente de Carvalho  | A Negritude que Implorou a Liberdade Hoje Dita Moda                  | Custódio, Dom Mosquito | Arthur Franco                       |

### Résultats Groupe D
| Pos | Samba schools                    | Pts   | Classification Relégué |
| --- | -------------------------------- | ----- | ---------------------- |
| 1   | Flor da Mina do Andaraí          | 269.9 | Promus Série C         |
| 2   | Acadêmicos de Vigário Geral      | 269.1 | Promus Série C         |
| 3   | Império da Uva                   | 268.2 | Resté Série D          |
| 4   | Chatuba de Mesquita              | 268.1 | Resté Série D          |
| 5   | Mocidade Independente de Inhaúma | 267.8 | Resté Série D          |
| 6   | Difícil é o Nome                 | 267.8 | Resté Série D          |
| 7   | Unidos de Cosmos                 | 267.1 | Resté Série D          |
| 8   | Unidos da Villa Rica             | 266.8 | Resté Série D          |
| 9   | Alegria do Vilar                 | 266.1 | Resté Série D          |
| 10  | Matriz de São João de Meriti     | 265.2 | Resté Série D          |
| 11  | Unidos de Manguinhos             | 264.2 | Resté Série D          |
| 12  | Império da Zona Oeste            | 262.5 | Relégué Série E        |
| 13  | Gato de Bonsucesso               | 261.6 | Relégué Série E        |
| 14  | Mocidade de Vicente de Carvalho  | 232.8 | Relégué Série E        |

## Groupe E

### Défilé Groupe E
| 13 février 2016           |
| Boi da Ilha do Governador |
| Unidos de Três Corações   |
| União de Vaz Lobo         |
| Tupy de Brás de Pina      |
| Delírio da Zona Oeste     |
| Nação Insulana            |
| Bohêmios da Cinelândia    |
| Boêmios de Inhaúma        |
| Colibri de Mesquita       |
| Acadêmicos de Madureira   |
| Unidos do Cabral          |
| Embalo Carioca            |
| Império Ricardense        |
| Chora na Rampa            |

### Résultats Groupe E
| Pos | Samba schools             | Pts   | Classification Relégué |
| --- | ------------------------- | ----- | ---------------------- |
| 1   | Nação Insulana            | 179.9 | Promus Série D         |
| 2   | Tupy de Brás de Pina      | 179.5 | Promus Série D         |
| 3   | Império Ricardense        | 179.4 | Resté Série E          |
| 4   | Acadêmicos de Madureira   | 179.4 | Resté Série E          |
| 5   | Embalo Carioca            | 179.3 | Resté Série E          |
| 6   | Boêmios de Inhaúma        | 179   | Resté Série E          |
| 7   | Unidos do Cabral          | 178.6 | Resté Série E          |
| 8   | Bohêmios da Cinelândia    | 177.8 | Resté Série E          |
| 9   | Unidos de Três Corações   | 177.8 | Resté Série E          |
| 10  | Colibri de Mesquita       | 177.8 | Resté Série E          |
| 11  | Boi da Ilha do Governador | 177.3 | Resté Série E          |
| 12  | Delírio da Zona Oeste     | 175   | Resté Série E          |
| 13  | Chora na Rampa            | 170.6 | Resté Série E          |
| 14  | União de Vaz Lobo         | 87.1  | Resté Série E          |
| 15  | Zambear                   | 0.0   | Suspendue              |